# 38. SS-Grenadier-Division „Nibelungen“
Die 38. SS-Grenadier-Division „Nibelungen“ wurde am 27. März 1945 in der SS-Junkerschule Bad Tölz aufgestellt. Sie bestand im Wesentlichen aus Angehörigen der Junkerschule und Überresten der 6. SS-Gebirgs-Division „Nord“, der 7. SS-Freiwilligen-Gebirgs-Division „Prinz Eugen“ und der 30. Waffen-Grenadier-Division der SS (weißruthenische Nr. 1). Dazu kamen zwei Bataillone Zollgrenzschutz, das Begleit-Bataillon Reichsführer SS und eine Abteilung Hitlerjugend. Die Division ergab sich Anfang Mai 1945 im Voralpenland amerikanischen Truppen.

## Aufstellung
Am 25. März 1945 wurde von Adolf Hitler die sogenannte Ost- bzw. Westgoten-Bewegung, d. h. die Mobilisierung aller Einheiten des Ersatzheeres, insbesondere der Waffen-Schulen, ausgelöst. Die 1.000 Offiziersanwärter der SS-Junkerschule Bad Tölz und das Lehrpersonal sollten unter dem Kommandeur der Schule, SS-Obersturmbannführer Richard Schulze, das Führerkorps der SS-Division Junkerschule bilden, die im Raum Freiburg-Feldberg-Todtnau mit Angehörigen des Jahrgangs 1928 in den Adolf-Hitler-Schulen Sonthofen und Iglau, der RAD-Einheit in Jagstzell und zwei Ersatzbataillons der Wehrmacht, insgesamt etwa 8.000 Mann, ergänzt werden sollte.
Tatsächlich erreichte die Division jedoch nur die Stärke einer Brigade mit etwa 5.000 Mann. Divisionseinheiten, etwa Pionier-, Nachrichten- und Sanitätskompanie erreichten lediglich Zugstärke.
Laut der Feldpostübersicht wurde nur eine SS-Brigade „Nibelungen“ geführt, lediglich die schematische Kriegsgliederung nennt am 12. April 1945 die 38. SS-Grenadier-Division „Nibelungen“.
Am 16. April 1945 wurde die SS-Panzerjäger-Abteilung 6 der SS-Gebirgs-Division Nord als SS-Panzerjäger-Abteilung 38 neu aufgestellt und in die Division eingegliedert. Das SS-Artillerie-Lehrregiment in Beneschau stellte das SS-Artillerie-Regiment 38 auf.

## Einsatz
Ab 17. April 1945 zog sich die Division vor den heranrückenden französischen und amerikanischen Verbänden zunächst nach Titisee-Neustadt, dann nach Dachau zurück. Da die Aufstellung nicht mehr beendet werden konnte, wurden die Einheiten der Division dem XIII. SS-Armeekorps unterstellt und an die Donaufront verlegt, wo sie am 21. April eintrafen. Am nächsten Tag eroberten amerikanische Truppen Neumarkt in der Oberpfalz und drängten die deutschen Divisionen auf die Donau zurück, wo diese Brückenköpfe bildeten. Hier wurde die 38. SS-Division durch eine leichte Artillerie-Abteilung der 26. Waffen-Grenadier-Division der SS (ungarische Nr. 2) „Hungaria“ verstärkt. Bis zum 28. April leistete die Division den vorrückenden Amerikanern Widerstand, bevor sich die Masse des XIII. SS-Armeekorps nach Süden in Richtung Landshut absetzte, wo eine neue Abwehrfront entlang der Isar gebildet wurde. Eine Kampfgruppe aus Angehörigen des französischen SS-Grenadier-Ausbildungs- und Ersatzbataillons stieß in Moosburg zur Division.
Über Wasserburg und den Chiemsee zog sich die Division Anfang Mai in Richtung Traunstein zurück, um sich am 8. Mai 1945 in Reit im Winkl amerikanischen Truppen zu ergeben.

## Gliederung
(vorgesehen)
- SS-Panzergrenadier-Regiment 95 (I.–III.)
- SS-Panzergrenadier-Regiment 96 (I.–IV.)
- SS-Artillerie-Regiment 38 (I., II., 5. und 6.)
  - SS-Panzerjäger-Abteilung 38
  - SS-Pionier-Abteilung 38
  - SS-Flak-Abteilung 38
  - SS-Nachrichten-Abteilung 38
  - SS-Ausbildungs- und Ersatz-Abteilung 38
  - SS-Polizei-Bataillon Siegling
  - SS-Wirtschafts-Bataillon 38

(Die Division erhielt keine Feldpostnummern mehr.)

## Kommandeure
- 1.–15. März 1945: SS-Standartenführer Hans Kempin
- 6.–9. April 1945: SS-Obersturmbannführer Richard Schulze (später: Schulze-Kossens)
- 9.–15. April 1945: SS-Brigadeführer Heinz Lammerding
- April 1945: SS-Brigadeführer Carl von Oberkamp
- April bis 8. Mai 1945: SS-Standartenführer Martin Friedrich Stange

## Bekannte Angehörige
Der Hitlerjunge Hardy Krüger, der als 13-Jähriger von seinen Eltern auf die Adolf-Hitler-Schule geschickt worden war, kam im März 1945 in diese Division. Nach eigener Aussage widersetzte er sich mit Kameraden an der Front einem Befehl, der für ihn und die anderen den Tod bedeutet hätte. Der Vorgesetzte erschoss daraufhin einen seiner Kameraden. Als er Krüger erschießen wollte, erschoss der ihn. Danach desertierte er.